# Original Starbucks

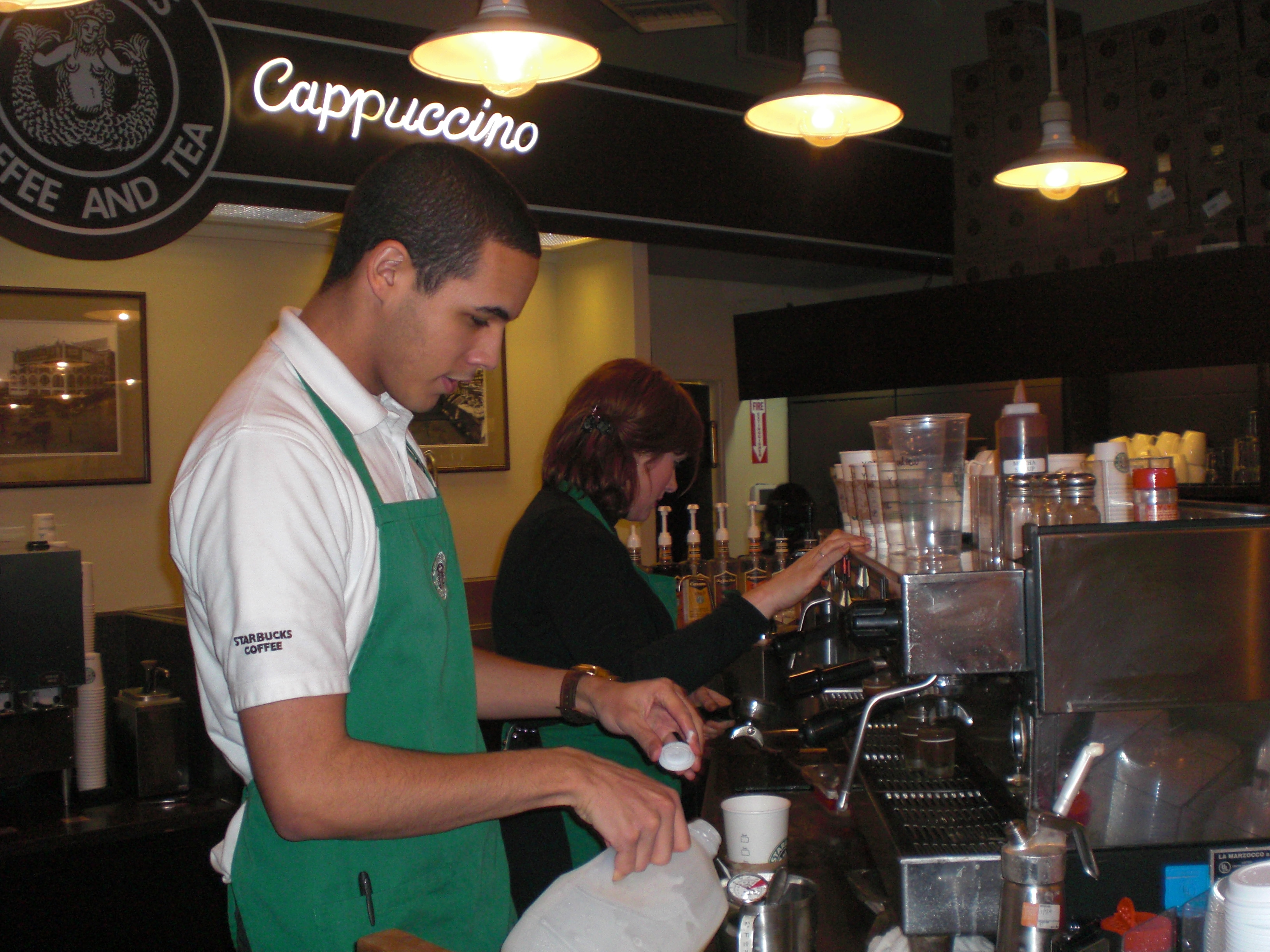
Empleados trabajando en la tienda en 2011

La Cafetería de Starbucks de Pike Place, generalmente conocida como "Original Starbucks", es el primer establecimiento Starbucks, establecido en 1971 en el Mercado de Pike Place, en el centro de Seattle, Washington, Estados Unidos. La tienda ha mantenido su aspecto original a lo largo del tiempo debido a su importancia histórica. La tienda está considerada una atracción turística, por tanto es a día de hoy un lugar muy concurrido.
Aunque generalmente es conocida como la primera cafetería de Starbucks, su dirección actual no es la original. El primer local de la empresa estuvo localizada en Western Avenue desde 1971 hasta 1976. Esta cafetería más tarde fue movida a Pike Place, su ubicación presente.